# Ronald Ferguson
Major Ronald Ivor Ferguson (født 10. oktober 1931, død 16. marts 2003) var far til Sarah, hertuginde af York, tidligere gemalinde til hertug Andrew af York. Han er morfar til prinsesserne Beatrice og Eugenie af York.
Major Ferguson var poloarrangør for prinsgemalen, hertug Philip af Edinburgh og senere, gennem mange år, for tronfølgeren, prins Charles af Wales.

## Forældre
Ronald Ferguson var søn af oberst Andrew Henry Ferguson (1899 – 1966) og Marian Louisa Montagu Douglas Scott (1908 – 1996).
Marian Douglas Scott var kusine til lady Alice Montagu Douglas Scott, der var gift med prins Henry, hertug af Gloucester. Gennem sit ægteskab blev Alice Montagu Douglas Scott tante til dronning Elizabeth 2. af Storbritannien.

## Opvækst
Ronald Ferguson var født i London. Han voksede op på Dummer Down Farm i Hampshire. Senere blev Ferguson selv ejer af godset.
Ferguson fik sin uddannelse på Eton og på Sandhurst.

## Livgarden og polo
Ronald Ferguson blev optaget i livgarden i 1952. Da han forlod garden i 1968, var det med en honorær rang af major.
Efter sin pensionering beskæftigede Ferguson sig mest med polo. Han kom ofte i forbindelse med kongefamilien, og det var her igennem, at hans datter Sarah mødte sin kommende mand Prins Andrew af Storbritannien.

## Familie
Ronald Ferguson var gift to gange. 
Ferguson fik to døtre med sin første hustru Susan Barrantes (født Susan Mary Wright ) (1937 – 1998):
- Jane  Ferguson (født 1957)
- Sarah, hertuginde af York (født 1959), mor til prinsesserne Beatrice og Eugenie af York.

Ferguson fik tre børn med sin anden hustru Susan Deptford:
- Andrew Ferguson ( født 1978)
- Alice Ferguson ( født 1980)
- Eliza Ferguson ( født 1985)